# Pont d'Aquitaine
De Pont d'Aquitaine is een hangbrug over de Garonne bij de Franse stad Bordeaux. De brug heeft een lengte van 1767 meter en werd geopend in 1967 na een bouwtijd van 7 jaar. De brug maakt deel uit van de ringweg A630.
De brug behoort tot de top 100 van de langste hangbruggen ter wereld.

Lengtedoorsnede